# ビルイェル・ブローサ
ビルイェル・ブローサ（古ノルド語：Birgir Brósa, ? - 1202年1月9日）は、スウェーデンのヤール（在位：1174年 - 1202年）。

## 生涯
ビルイェル・ブローサはベンクト・スニヴィルの息子で、大きな権力を持っていたビェルボ家の一員である。中世の文献ではビルイェル・ブローサのことを「スウェーデン人のヤール」または「スウェーデン人とゴート人のヤール」と記している。ビルイェル・ブローサはスウェーデン王クヌート1世の治世においてヤールに任じられた。次王スヴェルケル2世の治世下においても1202年に死去するまでヤールの地位を維持した。
1170年以前に、ビルイェルはノルウェー王ハーラル4世の娘ブリギダ・ハーラルズドッテルと結婚した。ブリギダは以前、1160年から1161年にかけてウプサラで短期間統治したスウェーデン僭称王マグヌス2世と結婚していた。
ビルイェルは、デンマークとノルウェーを荒廃させた内戦期間に、スウェーデンにおいて平和を維持したとみられる。デンマークやノルウェーの王位僭称者の多くが、ビルイェルに保護を求めた。その中には、ビルケバイン党の族長エイステイン・メイラやブリギダ・ハーラルズドッテルの親族であったスヴェレ・シグルツソンがいた。ビルイェルの息子フィリップはスヴェレ・シグルツソンに仕え、1200年にスヴェレのヤールとして死去した。ビルイェルはエステルイェートランド、ネルケ、ヴェルムランドおよびセーデルマンランドに領地を持っていた。また、ネルケのリセベルガ修道院に多大な寄付を行い、ビルイェルの死後、妻のブリギダは同修道院で晩年を過ごした。ビルイェル・ブローサが死去すると間もなく内戦が勃発した。

## 子女
- フィリップ（1200年没） - スヴェレ・シグルツソンのもとでノルウェーのヤールをつとめ、最も忠実な支持者の一人であった。
- クヌート（1208/10年没） - スウェーデンのヤール。文献によると、スウェーデン王クヌート1世の娘シグリッドと結婚したとされる。1208年のレナの戦いあるいは1210年のイェスティルレンの戦いにおいて戦死した。
- フォルケ（1210年没） - スウェーデンのヤール。イェスティルレンの戦いにおいて戦死した。息子スーネ・フォルケソンはスウェーデン王スヴェルケル2世の娘ヘレナと結婚。
- マグヌス - スノッリ・ストゥルルソンはビルイェル・ブローサと妻の間の4人の息子として「フィリップ、クヌート、フォルケおよびマグヌス」の名を挙げている。
- インゲヤード（1180年頃 - 1210/30年） - スウェーデン王スヴェルケル2世と結婚し、ヨハン1世の母となった。
- クリスティナ
- マルガレータ